# Acronicta digna
Acronicta digna là một loài bướm đêm thuộc họ Noctuidae. Loài này có ở bán đảo Triều Tiên, Trung Quốc, Nhật Bản (Honshu, Shikoku, Kyushu), vùng Viễn Đông Nga (Primorye, miền nam Khabarovsk, vùng Amur) và Đài Loan.